# Claudio Carnevali
Claudio Daniel Carnevali (nacido en la ciudad de Buenos Aires el 11 de junio de 1970) es un exfutbolista argentino. Se desempeñaba como delantero y su primer club fue Rosario Central. Es hijo del exarquero de Rosario Central y la Selección Argentina Daniel Carnevali. Actualmente es entrenador en el Club Deportivo Carnevali de Las Palmas de Gran Canaria.

## Carrera
Su debut en Primera División fue en el Torneo Apertura 1990, en un encuentro ante Deportivo Mandiyú de Corrientes, disputado el 23 septiembre de ese año y que finalizó 1-1. Su participación en el canalla se limitó a 23 partidos jugados y un gol convertido. Llegó a Colón en 1993, donde disputó una temporada en la Primera B Nacional. Luego de un fugaz paso por Ourense de España, recaló en San Martín de Tucumán, donde convirtió varios goles, destacándose uno en el clásico ante Atlético Tucumán en 1995. Cerró su carrera en Central Córdoba de Rosario, cuando el conjunto charrúa disputaba el campeonato de la Primera B Nacional. Una vez retirado se afincó junto a su padre en España, fundando un club infantojuvenil que lleva el apellido de la familia, desempeñándose como uno de los entrenadores.

## Clubes
| Club                       | País      | Año       |
| -------------------------- | --------- | --------- |
| Rosario Central            | Argentina | 1990-1993 |
| Colón                      | Argentina | 1993-1994 |
| Ourense                    | España    | 1995      |
| San Martín de Tucumán      | Argentina | 1995-1996 |
| Central Córdoba de Rosario | Argentina | 1996-1997 |